# Паровой инжектор

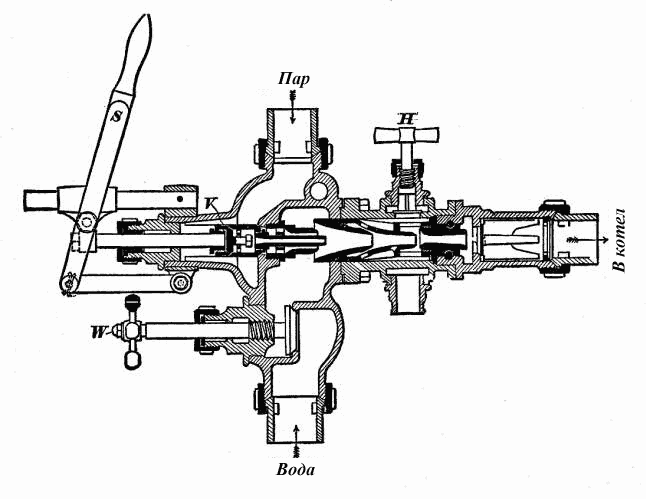
Инжектор системы «Усовершенствованный Монитор». Дополнительный клапан H используется для переключения инжектора в режим подогрева воды.

Паровой инже́ктор (фр. injecteur, от лат. injicio — вбрасываю) — вид струйного насоса, аппарат, применяемый для подачи воды в паровые котлы.
Принцип действия основан на преобразовании кинетической энергии движущейся струи пара в необходимое для закачки в котёл давление воды. Необходимость в таком устройстве вызвана тем, что в котле при его работе образуется высокое давление (до десятков атмосфер), в то время как свежая вода находится (например, в тендере паровоза) при атмосферном давлении. Преимущество инжекторов состоит в том, что у них, в отличие от механических насосов, нет движущихся частей, то есть нет износа, необходимости в смазке и т. д.

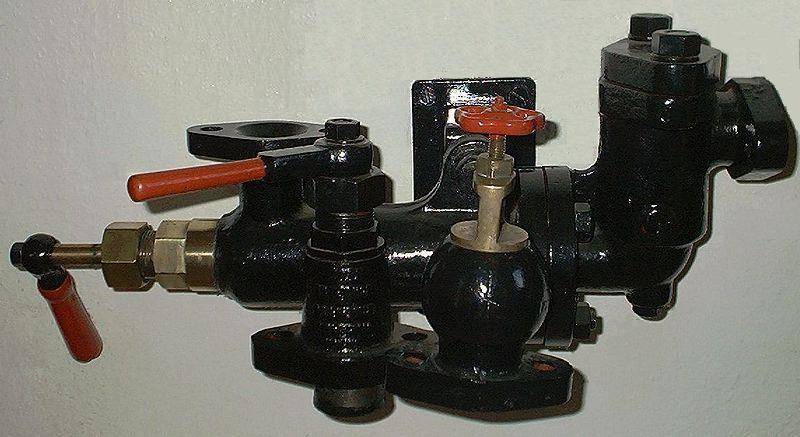
Внешний вид инжектора

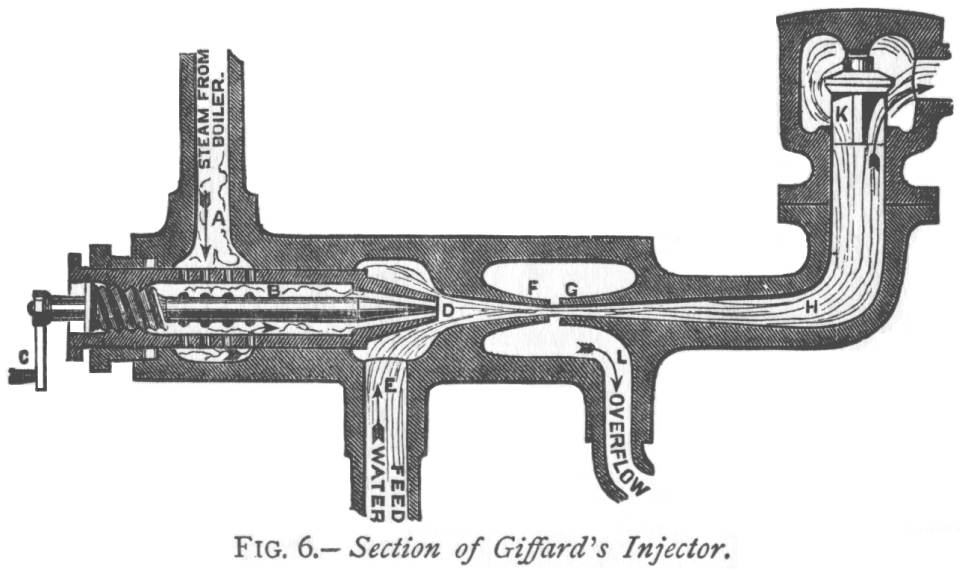
A — пар из котла, B — игольчатый вентиль, C — рукоятка вентиля, D — смесь пара и воды, E — подвод воды, F — промежуточный конус, G — нагнетательный конус, H — питательная труба, K — питательный клапан

Классический инжектор состоит из трёх частей — сопла, смесителя (конфузора) и диффузора. В начале работы, когда начинают подачу пара, происходит его конденсация на холодных стенках аппарата. При этом в полости инжектора создается разрежение, благодаря чему вода из резервуара поднимается и наполняет инжектор. Далее постепенно увеличивают подачу пара. Расширяясь внутри корпуса прибора, пар приобретает большую скорость, увлекая за собой воду. При этом образуется смесь питательной воды и сконденсировавшегося пара, которая с большой скоростью попадает в расширяющийся конус. В конусе скорость смеси преобразуется в необходимое давление и она, преодолев сопротивление клапана, попадает в котёл.
Описанный выше простейший инжектор может поднимать воду не более, чем на два метра, при этом температура воды не должна превышать 40 °C. Необходимость в использовании более горячей воды возникает, когда для питания котла используется вода, полученная конденсацией отработанного в котле пара — например, в паровозах с тендером-конденсатором, которые применялись в засушливых районах в условиях жёсткой экономии воды. Указанные недостатки могут быть преодолены усложнением конструкции инжектора, например, введением второй ступени.

## История
Инжектор одновременно с эжектором был изобретён в 1858 году французским инженером Жиффаром (изобретателем газобаллонного пневматического оружия на углекислом газе и систем клапанных устройств для пневматического оружия).